# 哈洛德·貝克
哈洛德·貝克（Harold Becker）是來自紐約的電影導演與製片。

## 生平
在普瑞特藝術學院學習藝術與攝影，畢業後貝克從事靜態攝影方面的工作， 不久開始執導電視廣告、短片（short film）與紀錄片。1972年貝克完成了他的第一部電影收破爛者的女兒。

## 歷年作品
- 《收破爛者的女兒（英语：The Ragman's Daughter）》（1972）
- 《殺警（英语：The Onion Field (film)）》（1979）
- 《黑色彈珠（英语：The Black Marble）》（1980）
- 《熄燈號（英语：Taps (film)）》（1981）
- 《奪標27秒（英语：Vision Quest (film)）》（1985）
- 《金臂人（英语：The Big Town (1987 film)）》（1987）
- 《推波助澜（英语：The Boost）》（1988）
- 《激情劊子手》（1989）
- 《體熱邊緣（英语：Malice (1993 film)）》（1993）
- 《檔案風暴（英语：City Hall (1996 film)）》（1996）
- 《水銀蒸發令》（1998）
- 《禁入家園（英语：Domestic Disturbance）》（2001）
- 《復仇：愛的故事（英语：Vengeance: A Love Story）》（2017，僅執行製片人）

## 獲獎記錄
貝克執導的短片Ivanhoe Donaldson獲得德國曼漢姆影展的金獎。

## 外部連結
- 哈洛德·貝克在互联网电影资料库（IMDb）上的資料（英文）